# نظام حيدر أباد
نظام (حاكم) حيدر أباد (نظام الملك، المعروف أيضًا باسم آصف جاه) هو اللقب الذي أطلق على حكام دولة حيدر أباد في الهند من القرن الثامن عشر حتى القرن العشرين. (حيدر أباد هي جزء اليوم من ولاية تلنغانة ومنطقة ماهاراشترا [الإنجليزية] في ولاية ماهاراشترا ومنطقة كاليانا كارناتاكا [الإنجليزية] في كارناتاكا). كلمة (نظام) وهي كلمة مختصرة من عبارة (نظام الملك) أي حاكم المملكة، كان اللقب المتوارث من قبل آصف جاه قمر الدين، وهو النائب السابق لحاكم دولة مغول الهند في الدكن، ورجل الحاشية الأول لمغول الهند حتى عام 1724، ومؤسس نظام حكم ملكي مستقل باسم "نظام حيدر أباد".
تأسست سلالة آصف جاه على يد آصف جاه قمر الدين (آصف جاه الأول) الذي شغل منصب نائب سلطنات ديكان تحت إمبراطورية المغول من 1713 إلى 1721. وقد حكم المنطقة بشكل متقطع بعد وفاة الإمبراطور أورنجزيب عام 1707. في عام 1724 ضعفت سيطرة المغول وأصبح آصف جاه مستقلاً فعليًا عن إمبراطورية المغول. أصبحت حيدر أباد بعد ذلك أحد روافد إمبراطورية ماراثا ، حيث خسرت سلسلة من المعارك خلال القرن الثامن عشر.

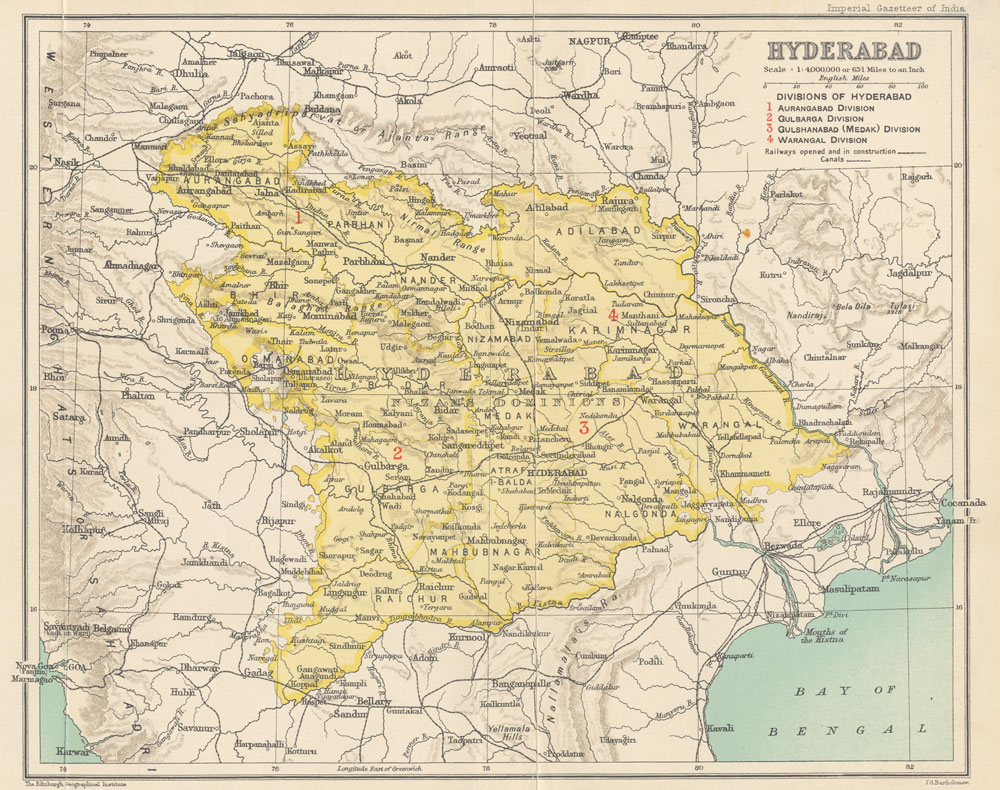
حيدر آباد عام 1909

## أصول العائلة

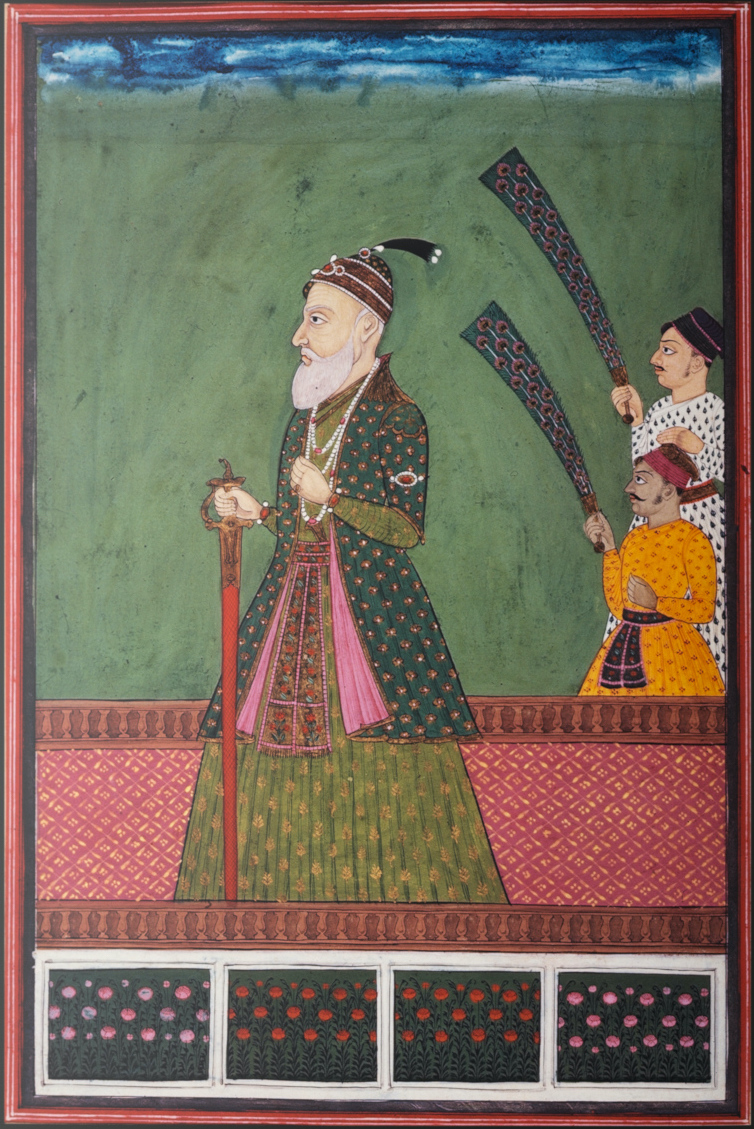
آصف جاه قمر الدين

آصاف يعود إلى أصول تركية تسمى سمرقند والمعروفة الآن بأوزبكستان. والتي جائت للهند في القرن السابع عشر وأصبحت ضمن سلطنة مغول الهند

## أصل التسمية
كلمة نظام الملك جائت من كلمة باللغة الأردية حوالي عام 1600 تعني الحكومة أو النظام الحاكم بالإمبراطورية.

## البتى التحتية

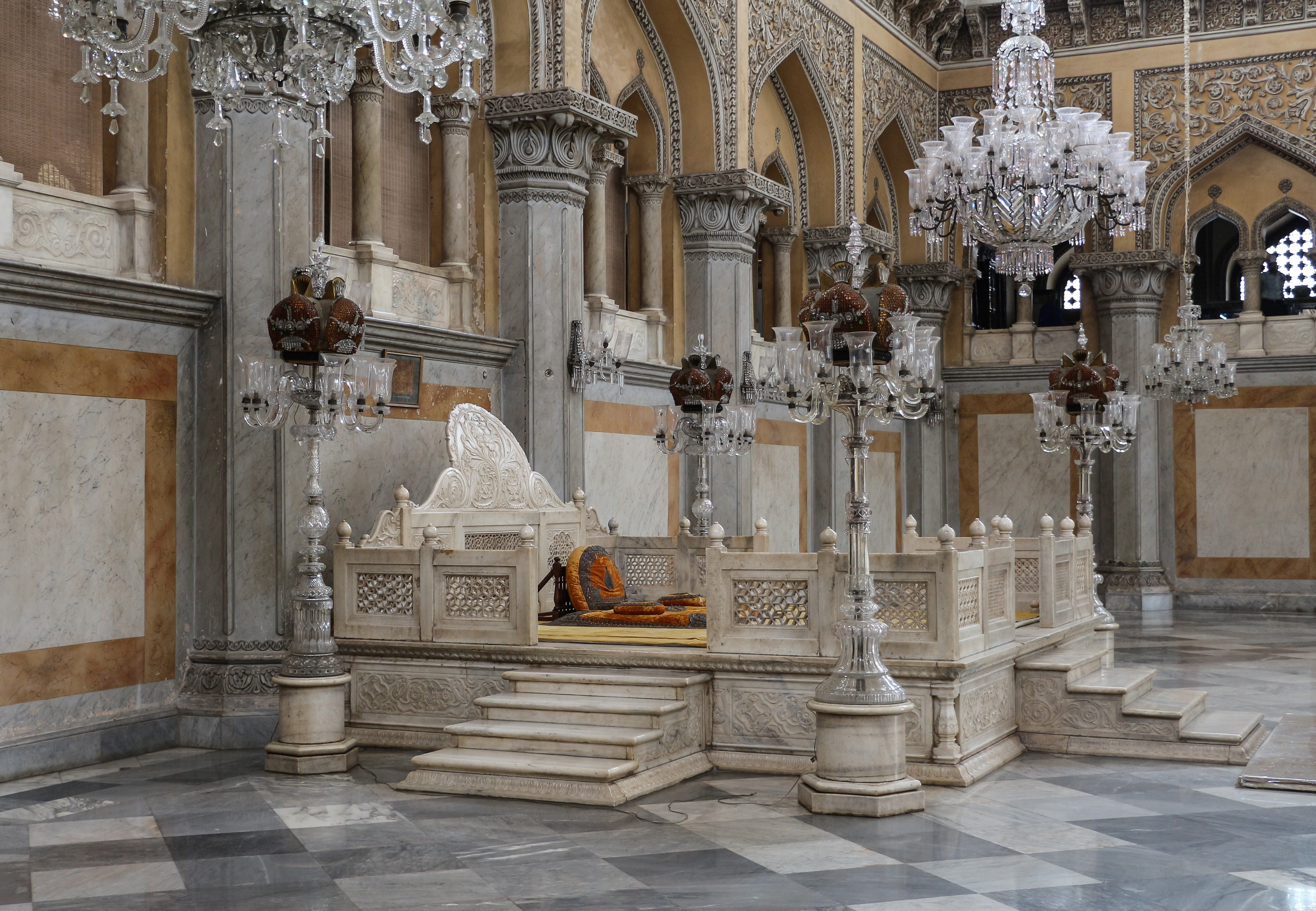
من معالم سلالة نظام الملك قصر Chowmahalla

## حكام سلالة نظام الملك
| الصورة | Titular Name                                           | الاسم                           | الولادة        | بداية الحكم    | نهاية الحكم          | الوفاة         |  |
| ------ | ------------------------------------------------------ | ------------------------------- | -------------- | -------------- | -------------------- | -------------- |  |
|        | نظام الملك، آصف جاه الأول نظام‌الملک آصف جاہ            | آصف جاه قمر الدين               | 20 أغسطس 1671  | 31 يوليو 1724  | 1 يونيو 1748         | 1 يونيو 1748   |  |
|        | ناصر جنغ نصیرجنگ                                       | مير أحمد علي خان                | 26 فبراير 1712 | 1 يونيو 1748   | 16 ديسمبر 1750       | 16 ديسمبر 1750 |  |
|        | مظفر جنغ مظفرجنگ                                       | مير هداية محيّ الدين سعدالله خان | ?              | 16 ديسمبر 1750 | 13 فبراير 1751       | 13 فبراير 1751 |  |
|        | صلابت جنغ صلابت جنگ                                    | مير سعيد محمد خان               | 24 نوفمبر 1718 | 13 فبراير 1751 | 8 يوليو 1762 (خلع)   | 16 سبتمبر 1763 |  |
|        | نظام الملك، آصف جاه الثاني نظام‌الملک آصف جاہ دوم       | مير نظام علي خان                | 7 مارس 1734    | 8 يوليو 1762   | 6 أغسطس 1803         | 6 أغسطس 1803   |  |
|        | سكندر جاه، آصف جاه الثالث سکندر جاہ، آصف جاہ تریہم     | Mir Akbar Ali Khan              | 11 نوفمبر 1768 | 6 أغسطس 1803   | 21 مايو 1829         | 21 مايو 1829   |  |
|        | ناصر الدولة، آصف جاه الرابع ناصر الدولہ، آصف جاہ چارہم | مير Farqunda علي خان            | 25 أبريل 1794  | 21 مايو 1829   | 16 مايو 1857         | 16 مايو 1857   |  |
|        | افضال الدولہ، آصف جاہ پنجم                             | افضل الدولة عساف جاه الخامس     | 11 أكتوبر 1827 | 16 مايو 1857   | 26 فبراير 1869       |                |  |
|        | آصف جاه السادس آصف جاہ شیشم                            | مير محبوب علي خان               | 17 أغسطس 1866  | 26 فبراير 1869 | 29 أغسطس 1911        | 29 أغسطس 1911  |  |
|        | آصف جاه السابع آصف جاہ ہفتم                            | عثمان علي خان                   | 6 أبريل 1886   | 29 أغسطس 1911  | 17 سبتمبر 1948 (خلع) | 24 فبراير 1967 |  |

## قصور السلالة
برعت السلالة في بناء القصور ومن أبرزها:

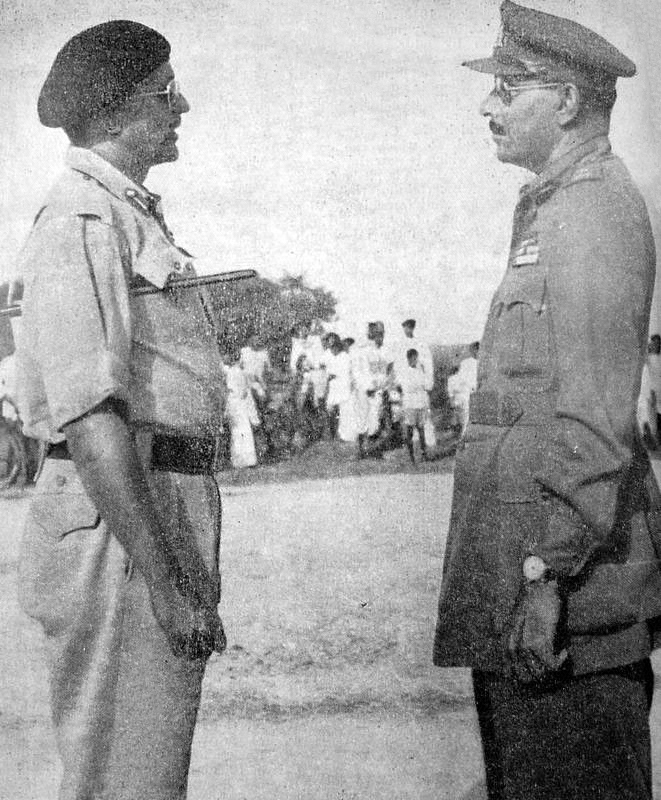
القائد أحمد العيدروس يسلم دولة حیدر آباد إلى قوات جويانتو ناث شاندوري في سكندرأباد.

- قصر تشوماهالا
- بوراني هافلي
- قصر الملك كوثي
- منزل حيدر آباد في نيو دلهي.
- قصر محبوب
- قصر فالاكنوما
- بيلا فيزتا
- قصر هيل فورت
- قصر تشيران
- قصر صيف آباد
- قصر خيلواث